# 신란터우 버스

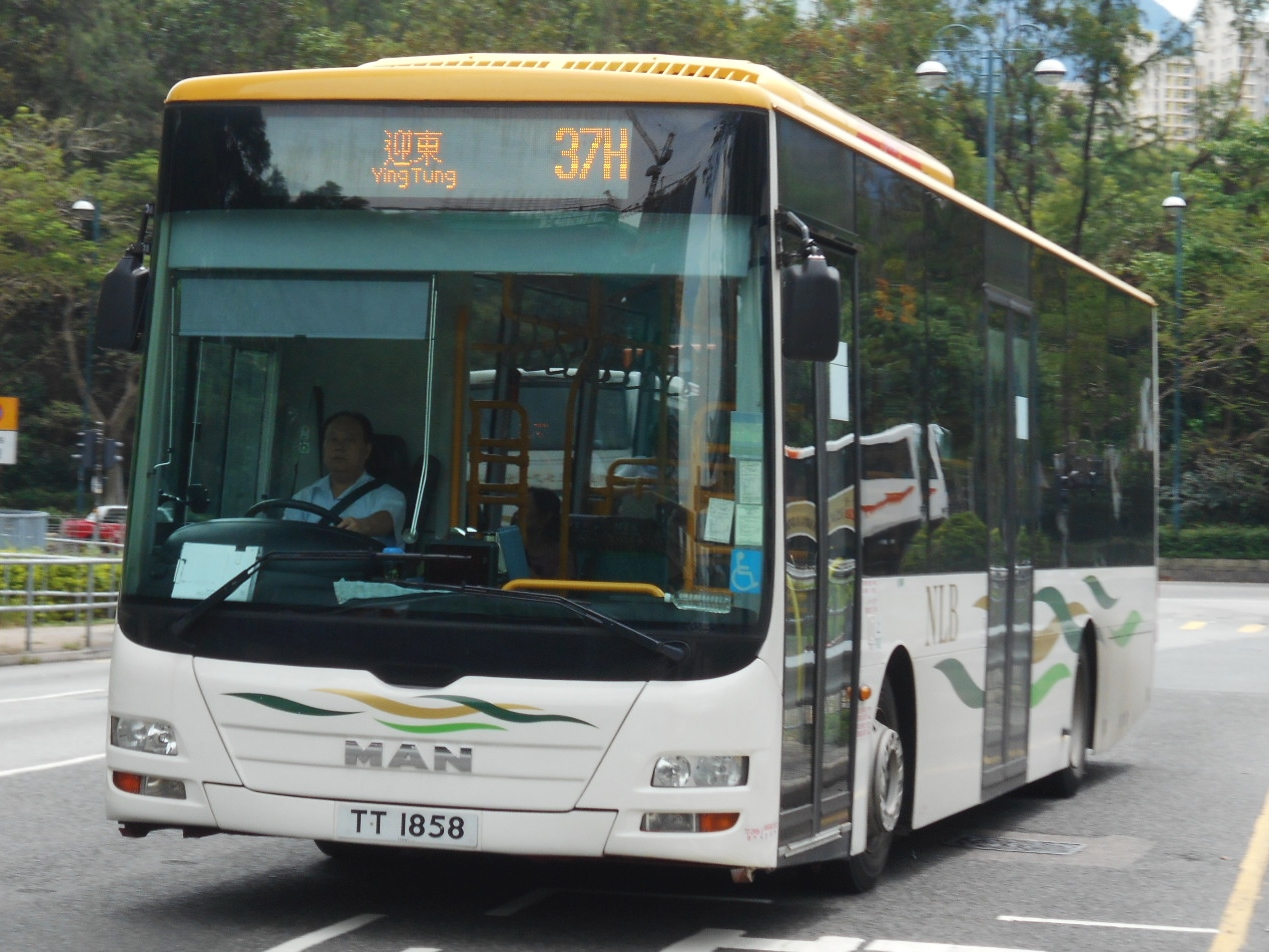
MAN RC2 차종으로 구성된 버스

신란터우 버스(중국어: 新大嶼山巴士, 영어: New Lantao Bus)는 홍콩의 버스 회사이다. 이 버스 업체는 1973년 추락 사고가 발생된 이력이 있었던 업체이기도 하다.

## 같이 보기
- 홍콩의 버스